# Johann Heinrich Rauh
Johann Heinrich Rauh (* 6. Februar 1806 in Hanau; † 29. Dezember 1861 ebenda) war Mitglied der kurhessischen Ständeversammlung.

## Leben
Nach einer Tätigkeit als Praktikant in seiner Heimatstadt wurde Johann Heinrich Rauh Frührentner. 
1848 erhielt er ein Mandat für die kurhessische Ständeversammlung (11. Landtag) und zog im Jahr darauf als Vertreter der Demokraten, die sich nach der Revolution 1848/1849 gebildet hatten, in den 12. Landtag ein. 